# 다 컸는데 안 나가요
《다 컸는데 안 나가요》은 대한민국의 케이블 방송 채널인 MBC every1, MBN에서 방송된 텔레비전 프로그램이다.

## 진행자
- 홍진경
- 하하
- 남창희

## 출연자
- 박해미, 황성재
- 지조
- 신정윤
- 장동우 (인피니트)
- 홍서범, 조갑경